# Supralathosea
Supralathosea là một chi bướm đêm thuộc họ Noctuidae.

## Loài
- Supralathosea baboquivariensis Barnes & Benjamin, 1924
- Supralathosea pronuba (Barnes & McDunnough, 1916)
- Supralathosea obtusa (Smith, 1909)